# 斯基爾切
50°38′21″N 24°56′37″E / 50.63917°N 24.94361°E
斯基爾切（烏克蘭語：Скірче），是烏克蘭的村落，位於該國西部沃倫州，由盧茨克區負責管轄，始建於1609年，面積15.86平方公里，海拔高度211米，2001年人口503，人口密度每平方公里31.72人。